# حملة الحساسية المفرطة
حملة الحساسية المفرطة هي مؤسسة خيرية بريطانية تدعم الأشخاص المعرضين لخطر الحساسية الشديدة ولأكثر من 21 عامًا، قدمت المؤسسة الخيرية المعلومات والدعم للمرضى وأسرهم.
تم إنشاء حملة الحساسية المفرطة لضمان بيئة آمنة لجميع الأشخاص الذين يعانون من الحساسية من خلال العمل مع وتعليم قطاع صناعة المواد الغذائية والمدارس التمهيدية والكليات والمهنيين الصحيين وغيرهم من الجهات الرئيسية وتركز هذه الحملة على الحقائق الطبية، ووضع العلامات الغذائية، والحد من المخاطر وإدارة مسببات الحساسية.
تقوم الجمعية الخيرية أيضًا بتدريب المرضى ومقدمي الرعاية والمتخصصين في الرعاية الصحية عبر الإنترنت من خلال منصة التعليم الإلكتروني (اليرجي وايز) وتمتلك شبكة وطنية من مجموعات دعم النظراء التي يقودها المتطوعون للأشخاص الذين تتأثر حياتهم بخطر الحساسية الشديدة، ولمساعدة الأشخاص الذين يعانون من الحساسية الشديدة ليكونوا أكثر ثقة في السيطرة على حياتهم وهي تعمل بنشاط على رفع الوعي بمشكلة الحساسية المفرطة مع عامة الناس ومع السلطات ذات الصلة من أجل رعاية ومعالجة أفضل لهذه الحساسية.

## الأصول والأشخاص الرئيسيون
تأسست الحملة في عام 1994 بعد وفاة أربعة أشخاص بسبب الحساسية تجاه المكسرات وأصبح مؤسس هذه الحملة ونائب الرئيس الفخري لها ديفيد ريدينج. في قائمة الشرف للعام  2005
إن الرئيس الفخري لهذه الحملة هو عالم المناعة الرائد ويليام فرانكلاند الذي بلغ من العمر 107 أعوام في مارس 2019.
يتولى رعاية هذه الحملة السباح الأولمبي مارك فوستر منذ عام 2009  بعد ما توفي صديقه وزميله الرياضي روس بايلي متأثراً برد فعل تحسسي قوي عام 1999.
يتولى أيضاً الشيف جورجيو لوكاتيلي رعاية هذه الحملة منذ 2013.

## الضغوطات الوطنية
حملة الحساسية المفرطة هي عضو مؤسس في مجموعة الحساسية الوطنية الاستراتيجية ,، وهي ائتلاف من الجمعيات الخيرية والمنظمات المهنية والصناعة، تسعى إلى تحسين الخدمات الصحية لمرضى الحساسية في المملكة المتحدة ودعت هذه الجمعية الخيرية إلى وضع مبادئ توجيهية أوضح واتساق أكبر في وضع العلامات الغذائية, كما أصرت على إزالة "ما تعتبره غير ضروري"، بحجة أن مصنعي الأغذية يجب أن يستخدموا هذه الملصقات فقط عندما يكون هناك خطر حقيقي على الذين يعانون من الحساسية, حيث حاولت حملة الحساسية المفرطة رفع الوعي بالمشاكل التي يسببها عدم الاتساق في مدى تشخيص الحساسية الشديدة  للمساعدة في تحسين الوعي بين الممارسين الطبيين في الخطوط الأمامية, وأطلقت برنامجًا تدريبيًا عبر الإنترنت يسمى (اليرجي وايز), وفي عام 2011 معتمد من الكلية الملكية للتمريض وفي مارس 2011 عقدت الجمعية الخيرية مؤتمراً وطيناً مع وكالة معايير الغذاء قسم حكومة المملكة المتحدة حول توعية بخصوص علم حساسية الطعام.

## روابط خارجية
- Official site
- Charity Commission. حملة الحساسية المفرطة, registered charity no. 1085527.
- National Allergy Strategy Group